# 洒溪乡
洒溪乡，是中华人民共和国湖南省怀化市会同县下辖的一个乡镇级行政单位。

## 行政区划
洒溪乡下辖以下地区：
坪寨村、镇溪村、民主村、金寨村、陡冲村、翁老村、柿子村、翁溪村、排子村和竹坡村。